# Blue Öyster Cult
Blue Öyster Cult (někdy zkráceně BÖC nebo BOC) je americká rocková skupina založená na Long Islandu ve státě New York v osadě Stony Brook v roce 1967. Po celém světě prodali 25 milionů desek, z toho 7 milionů ve Spojených státech. Jejich fúze hard rocku s psychedelií a záliba v okultních, fantastických a ironických textech měla zásadní vliv na heavy metalovou hudbu. Vytvořili si kultovní publikum a těšili se mainstreamovému úspěchu s písněmi „(Don't Fear) The Reaper“ (1976), „Godzilla“ (1977) a „Burnin' for You“ (1981), které dodnes zůstávají stálicemi klasického rocku v rádiích. Byli prvními, kdo si osvojili formát hudebních videí a jejich videa se v rané fázi hojně rotovala na MTV.
Skupina Blue Öyster Cult pokračovala v nahrávání studiových alb a koncertování po celá 80. léta, ačkoli jejich popularita klesla natolik, že po komerčním neúspěchu jejich 11. studiového alba Imaginos (1988) musela opustit své dlouholeté vydavatelství CBS/Columbia Records. Kromě příspěvku k soundtracku k filmu Bad Channels z roku 1992 a albu se znovu nahraným materiálem Cult Classic v roce 1994 kapela pokračovala jako živá kapela až do vydání svého prvního studiového alba s originálním materiálem po 10 letech, Heaven Forbid (1998). Slabé prodeje jejich následného alba Curse of the Hidden Mirror (2001) vedly k další pauze od studiového nahrávání, ale pokračovali v živém vystupování. V roce 2020 vydala další dvě studiová alba, The Symbol Remains (2020) a Ghost Stories (2024), z nichž druhé jmenované je považováno za poslední pro kapelu.
Nejdéle trvající a komerčně nejúspěšnější sestavu kapely Blue Öyster Cult tvořili Donald „Buck Dharma“ Roeser (sólová kytara, zpěv), Eric Bloom (zpěv, „doprovodná kytara“, klávesy, syntezátor), Allen Lanier (klávesy, rytmická kytara), Joe Bouchard (basa, zpěv, klávesy) a Albert Bouchard (bicí, perkuse, zpěv, různé nástroje). Současná sestava kapely stále zahrnuje Blooma a Roesera, kromě Dannyho Mirandy (basa, doprovodný zpěv), Richieho Castellana (klávesy, rytmická kytara, doprovodný zpěv) a Julese Radina (bicí, perkuse). Duo manažera kapely Sandyho Pearlmana a rockového kritika Richarda Meltzera, kteří se také setkali na Stony Brook University, sehrálo klíčovou roli při psaní mnoha textů kapely.

## Původní sestava
- Eric Bloom: zpěv, kytara
- Buck Dharma: zpěv, kytara
- Allen Lanier: klávesy, kytara
- Joe Bouchard: zpěv, baskytara
- Albert Bouchard: bicí, perkuse, zpěv

## Diskografie

### Studiová alba
- Blue Öyster Cult (1972)
- Tyranny and Mutation (1973)
- Secret Treaties (1974)
- Agents of Fortune (1976)
- Spectres (1977)
- Mirrors (1979)
- Cultösaurus Erectus (1980)
- Fire of Unknown Origin (1981)
- The Revölution by Night (1983)
- Club Ninja (1985)
- Imaginos (1988)
- Cult Classic (1994)
- Heaven Forbid (1998)
- Curse of the Hidden Mirror (2001)
- The Symbol Remains (2020)
- Ghost Stories (2024)

## V kultuře
Úryvky z textů skupiny provázejí detektivní román Ve službách zla Roberta Galbraitha. Matka hlavního hrdiny Cormorana Strika Leda Strike byla velká fanynka skupiny, hlavně zpěváka kapely Erica Blooma. Kniha začíná tím, že Strikově spolupracovnici Robin Ellacottové poslíček doručí balík obsahující uříznutou nohu ženy a zprávu s citací písně Blue Öyster Cult „Mistress of the Salmon Salt (Quicklime Girl)“.